# 도키타 슈사쿠
도키타 슈사쿠(일본어: 鴇田 周作, 1990년 9월 9일 ~ )는 일본의 전 축구 선수이다.

## 구단 경력
과거 마쓰모토 야마가 FC, 후쿠시마 유나이티드 FC, 그루자 모리오카에서 활동하였다.